# Lijst van Poolse kunstenaars
Het volgende is een lijst van sommige belangrijke Poolse (overwegend beeldend) kunstenaars en groepen kunstenaars.

## A
- Magdalena Abakanowicz, beeldhouwer
- Paweł Althamer, beeldhouwer en performancekunstenaar

## B
- Mirosław Bałka, beeldhouwer
- Zdzisław Beksiński, schilder
- Christian Boltanski, beeldhouwer, fotograaf, schilder en filmmaker

## F
- Zbigniew Frączkiewicz, beeldhouwer

## G
- Józef Gosławski, beeldhouwer
- Andrzej Gudański, kunstschilder, tekenaar en beeldhouwer

## K
- Katarzyna Kobro, beeldhouwer

## L
- Zbigniew Lengren, caricaturist en illustrator.

## M
- Igor Mitoraj, beeldhouwer

## S
- Józef Szajna, beeldhouwer, scenographyontwerper, theaterdirecteur
- Alina Szapocznikow, beeldhouwer
- Władysław Ślewiński, schilder

## T
- Jacek Tylicki

## W
- Zofia Wichłacz, actrice
- Magdalena Więcek, beeldhouwer
- Jan de Weryha-Wysoczański, beeldhouwer

## Z
- August Zamoyski, sculptor
- Terasa Żarnowerówna, beeldhouwer
- Artur Żmijewski